# WrestleMania 37
WrestleMania 37 foi o 37º evento anual de wrestling profissional da WrestleMania produzido pela WWE. Foi realizado para lutadores das divisões da marca Raw e SmackDown da promoção. O evento foi transmitido em pay-per-view (PPV) em todo o mundo e estava disponível para transmissão através da Peacock nos Estados Unidos e da WWE Network nos outros lugares. O evento aconteceu como um evento de duas noites em 10 e 11 de abril de 2021, no Raymond James Stadium em Tampa, Flórida. Após a fusão da WWE Network com a Peacock nos Estados Unidos em março de 2021, a WrestleMania 37 se tornou o primeiro grande evento da WWE para o qual os assinantes dos EUA só podiam transmitir o evento através do canal WWE Network da Peacock. Os membros do Hall da Fama Hulk Hogan e Titus O'Neil, foram os anfitriões do evento.

## Introdução
WrestleMania é considerado o principal evento de pay-per-view (PPV) e WWE Network da WWE, tendo sido realizado pela primeira vez em 1985. É o evento de wrestling profissional mais antigo da história e é realizado anualmente entre meados de março e meados de abril. Foi o primeiro dos quatro pay-per-views originais da WWE, que inclui Royal Rumble, SummerSlam e Survivor Series, conhecido como "Big Four". WrestleMania é classificada como a sexta marca esportiva mais valiosa do mundo pela Forbes, e foi descrito como o Super Bowl do entretenimento esportivo. WrestleMania 37 apresenta lutadores das divisões da marca Raw e SmackDown - ao contrário da WrestleMania 36, que apresentou também a marca NXT. "Save Your Tears" por The Weeknd, "Head Up High" por Fitz, e "All The Gold" por def rebel foram os temas oficiais do evento. Os membros do Hall da Fama, Hulk Hogan e Titus O'Neil foram os anfitriões do evento.

### Impacto da pandemia da COVID-19
Como resultado da pandemia de COVID-19, a WWE suspendeu seus shows em arena em meados de março de 2020 e transferiu suas transmissões semanais das marcas Raw e SmackDown, bem como pay-per-views, para o centro de treinamento do WWE Performance Center em Orlando, Flórida, sem espectadores externos e apenas uma equipe essencial presente. Isso incluiu a WrestleMania 36, que foi o primeiro pay-per-view a ser afetado pela pandemia. NXT continuou a ser transmitido da Full Sail University em Winter Park, Flórida, mas com limitações semelhantes. No final de agosto, a WWE mudou sua programação do Raw e SmackDown para o Amway Center de Orlando em uma bolha "biossegura" chamada WWE ThunderDome para exibir uma audiência virtual em telas de LED ao redor do ringue, mas ainda sem espectadores externos. Em outubro, o NXT mudou-se para o Performance Center em uma configuração semelhante apelidada de Capitol Wrestling Center (que inclui um pequeno público ao vivo), enquanto em dezembro, o ThunderDome se mudou para Tropicana Field em St. Petersburg, Flórida.
Em outubro de 2020, foi relatado pelo Wrestling Observer Newsletter que a WWE estava transferindo a WrestleMania 37 para o Raymond James Stadium em Tampa, Flórida, pois o estado da pandemia na Califórnia tornou improvável que o evento pudesse ser realizado com espectadores presenciais no data originalmente programada. Em contraste, a Flórida removeu oficialmente os limites de capacidade para eventos esportivos no final de agosto, mas as organizações esportivas locais continuaram a limitar voluntariamente sua capacidade de acordo com as orientações do CDC. A promoção rival All Elite Wrestling (AEW) realizou gravações com espectadores no Daily's Place de Jacksonville desde o final de agosto de 2020 em 15% da capacidade do local. O Tampa Bay Buccaneers da National Football League (NFL) começou a receber fãs em seus jogos no Raymond James Stadium em outubro, com uma capacidade máxima de 25%, enquanto o Super Bowl LV era hospedado pelo estádio em 7 de fevereiro de 2021, com uma assistência oficial de 24.835 espectadores.
Em 16 de janeiro de 2021, a WWE anunciou que a WrestleMania 37 aconteceria no Raymond James Stadium em Tampa e, como a WrestleMania 36, seria um evento de duas noites, realizado em 10 e 11 de abril de 2021. A WWE também confirmou que o SoFi Stadium irá receber a WrestleMania 39 em 2023, já que a WrestleMania 38 de 2022 foi agendada para o AT&T Stadium em Arlington, Texas. A prefeita de Tampa, Jane Castor, afirmou que o evento seria "no verdadeiro estilo WWE, a história de retorno perfeita e marca uma indicação clara de que nossa bela cidade está posicionada para se recuperar mais forte do que nunca." O prefeito de Inglewood, James T. Butts Jr., saudou a decisão da WWE de permitir que Tampa "tenha seu momento WrestleMania de direito". Em uma entrevista à TMZ Sports em 19 de janeiro, a CEO da WWE, Stephanie McMahon, afirmou o plano da WWE de ter fãs ao vivo na WrestleMania 37, afirmando que "esperançosamente, esta será a primeira oportunidade para termos nossos fãs de volta" . Ela também disse que eles estariam observando como a NFL lidou com a hospedagem do Super Bowl para aprender logisticamente o que funciona e o que não funciona.
Em fevereiro, o Wrestling Observer Newsletter informou que a WWE estava planejando limitar o público a 30.000 espectadores por noite, mas depois relatou que a promoção esperava 45.000, se pudesse ser aprovada pela cidade de Tampa. Em 17 de março, o Tampa Bay Times confirmou que a capacidade para cada noite seria de 25.000 espectadores e que os participantes seriam separados por distanciamento físico no local. Eles também confirmaram que o estádio administraria verificações de temperatura e exames, que as máscaras seriam necessárias e eles teriam máscaras gratuitas disponíveis e todas as transações seriam feitas sem papel.
A pandemia também resultou na ausência de John Cena, que embora tenha se concentrado fortemente em sua carreira de ator desde 2016, ele lutou ou apareceu em todas as WrestleMania desde a WrestleMania XIX em 2003. Foi relatado que Cena lutou ou pelo menos apareceu na WrestleMania 37 , mas devido à sua agenda de filmagens para a série Peacemaker da HBO Max, que estava sendo filmada no Canadá, tornou-se logisticamente impossível para ele viajar para a Flórida, já que ao retornar ao Canadá, ele teria que ficar em quarentena por duas semanas, o que teria encerrado a produção da série. Outros dois grandes nomes que estiveram ausentes no evento foram Brock Lesnar e Goldberg. Lesnar apareceu pela última vez na WrestleMania 36 e seu contrato expirou em agosto de 2020, e embora se acreditasse que a WWE tentaria negociar um novo acordo para Lesnar, não havia planos para ele aparecer na WrestleMania 37. Goldberg, que ainda tinha mais uma luta em seu contrato para o ano, tinha sido brevemente discutido para lutar no evento, mas em fevereiro, ele foi deixado de fora de seus planos.

## Evento
Ambas as noites incluem um pré-show de uma hora. WrestleMania 37 Kickoff - Noite 1 mostrou as lutas para o match card da primeira noite, enquanto WrestleMania 37 Kickoff - Noite 2 fez o mesmo na segunda noite.combates Ao contrário dos eventos dos anos anteriores, nenhum pré-show incluiu partidas. Os pré-shows de ambas as noites foram ao ar na Peacock/WWE Network e nas plataformas de mídia social da WWE. O painel pré-show incluiu a apresentadora Kayla Braxton, que foi acompanhada por Jerry Lawler, Booker T, John "Bradshaw" Layfield e Peter Rosenberg, bem como a convidada Sonya Deville.

### Noite 1: WrestleMania (sábado)
O pay-per-view começou com o presidente e CEO da WWE, Vince McMahon, dando as boas-vindas aos fãs presentes de volta à WrestleMania, e de volta a um evento da WWE em mais de um ano. Em seguida, Bebe Rexha executou "America the Beautiful". Pouco depois, o evento foi colocado em espera por mais de 30 minutos devido ao mau tempo, marcando o primeiro atraso de tempo na história da WrestleMania. Durante este tempo, vários lutadores foram entrevistados sobre suas respectivas lutas. O evento finalmente recomeçou com os anfitriões Hulk Hogan e Titus O'Neil saindo para animar a multidão.

## Resultados

### Noite 1 (10 de abril)
| Nº                                          | Resultados                                                                                | Estipulações                                                                                              | Tempo |
| ------------------------------------------- | ----------------------------------------------------------------------------------------- | --- | ----- |
| 1                                           | Bobby Lashley (c) (com MVP) derrotou Drew McIntyre por submissão técnica                  | Luta individual pelo WWE Championship                                                                     | 18:20 |
| 2                                           | Natalya e Tamina venceram eliminando por último The Riott Squad (Liv Morgan e Ruby Riott) | Luta turmoil de duplas As vencedoras receberam uma luta pelo WWE Women's Tag Team Championship na Noite 2 | 14:15 |
| 3                                           | Cesaro derrotou Seth Rollins                                                              | Luta individual                                                                                           | 11:35 |
| 4                                           | AJ Styles e Omos derrotaram The New Day (Kofi Kingston e Xavier Woods) (c)                | Luta de duplas pelo WWE Raw Tag Team Championship                                                         | 9:45  |
| 5                                           | Braun Strowman derrotou Shane McMahon                                                     | Luta steel cage                                                                                           | 11:25 |
| 6                                           | Bad Bunny e Damian Priest derrotaram The Miz e John Morrison                              | Luta de duplas                                                                                            | 15:05 |
| 7                                           | Bianca Belair derrotou Sasha Banks (c)                                                    | Luta individual pelo WWE SmackDown Women's Championship                                                   | 17:15 |
| (c) – Refere-se aos campeões antes da luta. |                                                                                           | |       |

### Noite 2 (11 de abril)
| Nº                                          | Resultados                                                                     | Estipulações                                               | Tempo |
| ------------------------------------------- | ------------------------------------------------------------------------------ | ---------------------------------------------------------- | ----- |
| 1                                           | Randy Orton derrotou The Fiend (com Alexa Bliss)                               | Luta individual                                            | 5:50  |
| 2                                           | Nia Jax e Shayna Baszler (c) derrotaram Natalya e Tamina por submissão técnica | Luta de duplas pelo WWE Women's Tag Team Championship      | 14:20 |
| 3                                           | Kevin Owens derrotou Sami Zayn (com Logan Paul)                                | Luta individual                                            | 9:20  |
| 4                                           | Sheamus derrotou Riddle (c)                                                    | Luta individual pelo WWE United States Championship        | 10:50 |
| 5                                           | Apollo Crews derrotou Big E (c)                                                | Nigerian Drum Fight pelo WWE Intercontinental Championship | 6:50  |
| 6                                           | Rhea Ripley derrotou Asuka                                                     | Luta individual pelo WWE Raw Women's Championship          | 13:30 |
| 7                                           | Roman Reigns (c) (com Jey Uso e Paul Heyman) derrotou Edge e Daniel Bryan      | Luta triple threat pelo WWE Universal Championship         | 22:40 |
| (c) – Refere-se aos campeões antes da luta. |                                                                                |                                                            |       |

### Luta turmoil de duplas
| Ordem de eliminação | Dupla                                       | Ordem de entrada | Eliminadas por                            | Método  | Tempo |
| ------------------- | ------------------------------------------- | ---------------- | ----------------------------------------- | ------- | ----- |
| 1                   | Lana e Naomi                                | 1                | Billie Kay e Carmella                     | Pinfall | 2:20  |
| 2                   | Billie Kay e Carmella                       | 2                | The Riott Squad (Liv Morgan e Ruby Riott) | Pinfall | 4:55  |
| 3                   | Dana Brooke e Mandy Rose                    | 4                | The Riott Squad (Liv Morgan e Ruby Riott) | Pinfall | 9:20  |
| 4                   | The Riott Squad (Liv Morgan and Ruby Riott) | 3                | Natalya e Tamina                          | Pinfall | 14:15 |
| Vencedoras          | Natalya e Tamina                            | 5                | N/A                                       | N/A     | 14:15 |